# Горчак Григорій Федорович
Григо́рій Фе́дорович Горча́к (1981—2014) — старший прапорщик Державної прикордонної служби України, учасник російсько-української війни.

## З життєпису
Народився 1981 року в селі Польове (Одеська область). Закінчив Білгород-Дністровський державний аграрний технікум.
25 липня 2014-го внаслідок постійних артилерійських й танкових обстрілів бойовиками позицій прикордонного угрупування на межі між Донецькою та Луганською областями — «Довжанський» був поранений, помер через 2 дні.
Похований 29 липня в селі Польове — Білгород-Дністровський район.
Без Григорія лишились дружина та 8-річна донька і 5-річний син.

## Нагороди та вшанування
- 2 серпня 2014 року — за особисту мужність і героїзм, виявлені у захисті державного суверенітету та територіальної цілісності України, вірність військовій присязі під час російсько-української війни, відзначений — нагороджений орденом «За мужність» III ступеня (посмертно).

## Пам'ять
25 липня 2018 року встановлена меморіальна дошка встановлена на території Білгород-Дністровського Державного аграрного технікуму,  де навчався Горчак Григорій Федорович.